# Discographie des Destiny's Child
Voici la discographie du groupe de R'n'B Destiny’s Child.

## Albums
| Année | Information                                                                                                | Positions dans les charts | Positions dans les charts | Positions dans les charts | Positions dans les charts | Positions dans les charts | Positions dans les charts | Positions dans les charts | Certifications                                                                                        | Ventes                                                                          |
| Année | Information                                                                                                | U.S. ,                    | Royaume-Uni               | CAN                       | AUS                       | NZ                        | GER                       | FRA                       | Certifications                                                                                        | Ventes                                                                          |
| ----- | --- | ------------------------- | ------------------------- | ------------------------- | ------------------------- | ------------------------- | ------------------------- | ------------------------- | --- | ------------------------------------------------------------------------------- |
| 1998  | Destiny's Child - 1er album studio - Sortie : 17 février 1998 - Formats : CD, Cassette, Mini Disc          | 67                        | 64                        | 33                        | —                         | —                         | —                         | —                         | - RIAA : Platine - CRIA : 2 × Platine                                                                 | - États-Unis : 1 000 000 - : 3 000 000                                          |
| 1999  | The Writing's on the Wall - 2e album studio - Sortie : 27 juillet 1999 - Formats : CD, Cassette, Mini Disc | 5                         | 10                        | 5                         | 2                         | 26                        | 21                        | 64                        | - RIAA : 8× Platine - CRIA : 5× Platine - BPI : 3 × Platine - ARIA : 3 × Platine - IFPI : 2 × Platine | - : 17 000 000 - États-Unis : 8 000 000 - Europe : 2 000 000 - France : 275 000 |
| 2001  | Survivor - 3e album studio - Sortie : 1er mai 2001 - Formats : CD, Cassette, Mini Disc                     | 1                         | 1                         | 1                         | 4                         | 5                         | 1                         | 4                         | - RIAA : 4× Platine - CRIA : 4× Platine - BPI : 3 × Platine - ARIA : 2 × Platine - IFPI : 2 × Platine | - : 15 000 000 - États-Unis : 4 300 000 - Europe : 2 000 000 - France : 275 000 |
| 2004  | Destiny Fulfilled - 4e album studio - Sortie : 15 novembre 2004 - Formats : CD, téléchargement             | 2                         | 5                         | 3                         | 11                        | 21                        | 3                         | 9                         | - RIAA : 3 × Platine - CRIA : Platine - BPI : Platine - ARIA : Platine - IFPI : Platine               | - : 8 000 000 - États-Unis : 4 000 000 - Europe : 1 000 000 - France : 125 000  |

### Compilations
| Année | Information                                                    | Positions dans les charts | Positions dans les charts | Positions dans les charts | Positions dans les charts | Positions dans les charts | Positions dans les charts | Positions dans les charts | Certifications                                     | Ventes                                                    |
| Année | Information                                                    | U.S. ,                    | Royaume-Uni               | CAN                       | AUS                       | NZ                        | GER                       | JAP                       | Certifications                                     | Ventes                                                    |
| ----- | -------------------------------------------------------------- | ------------------------- | ------------------------- | ------------------------- | ------------------------- | ------------------------- | ------------------------- | ------------------------- | -------------------------------------------------- | --------------------------------------------------------- |
| 2005  | Number 1's - Best-of - Sortie : 25 octobre 2005 - Formats : CD | 1                         | 6                         | —                         | 10                        | 3                         | 27                        | 1                         | - RIAA : Platine - CRIA : Platine - ARIA : Platine | - : 5 300 000 - États-Unis : 2 500 000 - France : 100 000 |

### Remix albums
| Année | Information                                                            | Position dans les charts | Position dans les charts | Position dans les charts | Position dans les charts | Position dans les charts | Position dans les charts | Position dans les charts | Certifications | Ventes      |
| Année | Information                                                            | U.S. ,                   | Royaume-Uni              | CAN                      | AUS                      | NZ                       | GER                      | FRA                      | Certifications | Ventes      |
| ----- | ---------------------------------------------------------------------- | ------------------------ | ------------------------ | ------------------------ | ------------------------ | ------------------------ | ------------------------ | ------------------------ | -------------- | ----------- |
| 2002  | This Is the Remix - Remix album - Sortie : 12 mars 2002 - Formats : CD | 29                       | 25                       | —                        | 43                       | 8                        | —                        | —                        | - RIAA : N/A   | - : 400 000 |

### Albums de Noel
| Année | Information                                                                      | Position dans les charts | Position dans les charts | Position dans les charts | Position dans les charts | Position dans les charts | Position dans les charts | Position dans les charts | Certifications | Ventes              |
| Année | Information                                                                      | U.S. ,                   | Royaume-Uni              | CAN                      | AUS                      | NZ                       | GER                      | FRA                      | Certifications | Ventes              |
| ----- | -------------------------------------------------------------------------------- | ------------------------ | ------------------------ | ------------------------ | ------------------------ | ------------------------ | ------------------------ | ------------------------ | -------------- | ------------------- |
| 2001  | 8 Days of Christmas - Album de Noel - Released : 29 octobre, 2001 - Formats : CD | 34                       | 117                      | 34                       | —                        | —                        | 80                       | 134                      | - RIAA : Or    | - Monde : 1 100 000 |

## Singles
| Année | Titre                      | Album                     | Rang | Rang     | Rang       | Rang        | Rang | Rang | Rang | Rang | Rang | Rang | Rang | Rang | Rang | Vente     |
| Année | Titre                      | Album                     | U.S. | U.S. R&B | U.S. Dance | Royaume-Uni | CAN  | AUS  | GER  | POL  | FRA  | NO   | JAP  | EU   | WW   | Vente     |
| ----- | -------------------------- | ------------------------- | ---- | -------- | ---------- | ----------- | ---- | ---- | ---- | ---- | ---- | ---- | ---- | ---- | ---- | --------- |
| 1997  | "No, No, No Part 1"        | Destiny's Child           | 3    | 1        | -          | 5           | 7    | 72   | 17   | -    | 88   | -    | -    | 15   | -    | -         |
| 1998  | "With Me"                  | Destiny's Child           | -    | -        | -          | -           | 19   | -    | -    | -    | -    | -    | -    | -    | -    | -         |
| 1998  | Get on the Bus             | The Writing's on the Wall | -    | -        | -          | -           | 15   | -    | -    | 60   | -    | -    | -    | -    | -    | -         |
| 1999  | "Bills, Bills, Bills"      | The Writing's on the Wall | 1    | -        | -          | 6           | 9    | 26   | 19   | -    | 20   | -    | -    | -    | 13   | -         |
| 1999  | "Bug A Boo"                | The Writing's on the Wall | 33   | -        | -          | 9           | 25   | 26   | 20   | -    | 57   | -    | -    | -    | -    | -         |
| 2000  | "Say My Name"              | The Writing's on the Wall | 1    | 1        | -          | 3           | 9    | 1    | 14   | -    | 10   | -    | -    | -    | 7    | 3 235 000 |
| 2000  | "Jumpin', Jumpin'"         | The Writing's on the Wall | 3    | -        | -          | 5           | 6    | 2    | 31   | -    | 28   | -    | -    | -    | 12   | -         |
| 2000  | "Independent Women Part I" | Survivor                  | 1    | 1        | 1          | 1           | 3    | 3    | 10   | -    | 19   | 2    | -    | -    | 1    | 4 347 000 |
| 2001  | "Survivor"                 | Survivor                  | 2    | 6        | 3          | 1           | 2    | 7    | 8    | -    | 12   | -    | -    | -    | 1    | 4 015 000 |
| 2001  | "Bootylicious"             | Survivor                  | 1    | 2        | 13         | 2           | 4    | 4    | 16   | -    | 5    | 5    | 4    | 5    | 1    | 2 785 000 |
| 2001  | Emotion                    | Survivor                  | 10   | -        | -          | 3           | 20   | 17   | 21   | -    | 61   | -    | -    | -    | 8    | -         |
| 2002  | Nasty Girl                 | Survivor                  | -    | -        | -          | 4           | -    | 10   | 36   | -    | -    | -    | -    | -    | -    | -         |
| 2004  | "Lose My Breath"           | Destiny Fulfilled         | 1    | 1        | 1          | 2           | 1    | 3    | 3    | 3    | 1    | 2    | 1    | 1    | 1    | 7 175 000 |
| 2004  | "Soldier"                  | Destiny Fulfilled         | 3    | 3        | 1          | 4           | 25   | 3    | 11   | 10   | 28   | 15   | -    | 6    | 5    | -         |
| 2005  | "Girl"                     | Destiny Fulfilled         | 23   | 10       | -          | 6           | -    | 5    | 38   | -    | -    | -    | -    | 15   | 13   | -         |
| 2005  | "Cater 2 U"                | Destiny Fulfilled         | 14   | 3        | 5          | -           | -    | 7    | -    | -    | -    | -    | -    | -    | 37   | -         |
| 2005  | "Stand Up for Love"        | Number 1's                | -    | -        | -          | -           | -    | -    | -    | -    | -    | -    | 1    | -    | -    | -         |

### Crédits
| Année | Titre                                | Producteur       | Album                     |
| ----- | ------------------------------------ | ---------------- | ------------------------- |
| 1997  | "No, No, No Part 1"                  | Darren Grant     | Destiny's Child           |
| 1998  | "No, No, No Part 2"                  | Darren Grant     | Destiny's Child           |
| 1998  | "With Me"                            | Darren Grant     | Destiny's Child           |
| 1998  | "Get on the Bus"                     | Earle Sebastian  | The Writing's on the Wall |
| 1999  | "Bills, Bills, Bills"                | Darren Grant     | The Writing's on the Wall |
| 1999  | "Bug A Boo"                          | Darren Grant     | The Writing's on the Wall |
| 1999  | "Bug A Boo (Refugee Camp Remix)"     | Darren Grant     | The Writing's on the Wall |
| 2000  | "Say My Name"(rodney jerkins)        | Rodney Jerkins   | The Writing's on the Wall |
| 2000  | "Jumpin', Jumpin'"                   | Rodney Jerkins   | The Writing's on the Wall |
| 2000  | "Jumpin', Jumpin' (So So Def Remix)" | Rodney Jerkins   | The Writing's on the Wall |
| 2000  | "Independent Women Part I"           | Francis Lawrence | Survivor                  |
| 2001  | "Survivor"                           | Darren Grant     | Survivor                  |
| 2001  | "Bootylicious"                       | Matthew Rolston  | Survivor                  |
| 2001  | "Bootylicious (Rockwilder Remix)"    | Little X         | Survivor                  |
| 2001  | Emotion                              | Francis Lawrence | Survivor                  |
| 2001  | "8 Days Of Christmas"                | Sanaa Hamri      | 8 Days of Christmas       |
| 2002  | "Nasty Girl"                         | Sanaa Hamri      | This Is The Remix         |
| 2004  | "Lose My Breath"                     | Rodney Jerkins   | Destiny Fulfilled         |
| 2004  | "Soldier"                            | Ray Kay          | Destiny Fulfilled         |
| 2004  | "Rudolph the Red-Nosed Reindeer"     | Jesse Rosensweet |                           |
| 2005  | "Girl"                               | Bryan Barber     | Destiny Fulfilled         |
| 2005  | "Cater 2 U"                          | Rodney Jerkins   | Destiny Fulfilled         |
| 2005  | "Stand Up for Love"                  | Matthew Rolston  | Destiny Fulfilled         |

## DVD
| Année | DVD                              | Ventes/Certification              |
| ----- | -------------------------------- | --------------------------------- |
| 2001  | The Platinum's on the Wall       | Platine (100 000 exemplaires)     |
| 2003  | Destiny's Child World Tour       | 2 × Platine (200 000 exemplaires) |
| 2006  | Destiny's Child: Live in Atlanta | 4x Platine (400 000 exemplaires)  |

## Clip
| Année | Single                                                                           | Réalisateur                     | Source DVD                                                                                     |
| ----- | -------------------------------------------------------------------------------- | ------------------------------- | ---------------------------------------------------------------------------------------------- |
| 1997  | "No, No, No Part 2" feat. Wyclef Jean                                            | Darren Grant                    | The Platinum's on the Wall DVD, #1's [Dual Disc]                                               |
| 1998  | "No, No, No Part 2"                                                              | Darren Grant                    | The Platinum's on the Wall DVD                                                                 |
| 1998  | "With Me Part 1" feat. Jermaine Dupri                                            | Darren Grant                    | —                                                                                              |
| 1998  | "Get on the Bus" feat. Timbaland                                                 | Earle Sebastian                 | —                                                                                              |
| 1999  | "Bills, Bills, Bills"                                                            | Darren Grant                    | The Platinum's on the Wall DVD                                                                 |
| 1999  | "Bug a Boo"                                                                      | Darren Grant                    | The Platinum's on the Wall DVD                                                                 |
| 1999  | "Bug a Boo" [Refugee Camp Remix] feat. Wyclef Jean                               | Darren Grant                    |                                                                                                |
| 2000  | "Say My Name"                                                                    | Joseph Kahn                     | The Platinum's on the Wall DVD #1's DualDisc                                                   |
| 2000  | "Jumpin', Jumpin'"                                                               | Joseph Kahn                     | —                                                                                              |
| 2000  | "Jumpin', Jumpin'" [So So Def Remix] feat. Jermaine Dupri, Da Brat & Lil Bow Wow | Joseph Kahn                     | The Platinum's on the Wall DVD                                                                 |
| 2000  | "Independent Women Part I"                                                       | Francis Lawrence                | #1's [Dual Disc], Charlie's Angels DVD                                                         |
| 2001  | "Survivor"                                                                       | Darren Grant                    | "Survivor" DVD single, Destiny's Child Video Fan Pack, #1's [DualDisc]                         |
| 2001  | "Survivor" [Remix] feat. Da Brat                                                 | Darren Grant                    | —                                                                                              |
| 2001  | "Bootylicious"                                                                   | Matthew Rolston                 | #1's [Dual Disc]                                                                               |
| 2001  | "Bootylicious" [Rockwilder Remix] feat. Missy Elliott                            | Little X                        | -                                                                                              |
| 2001  | "Emotion"                                                                        | Francis Lawrence                | Destiny's Child Video Fan Pack                                                                 |
| 2001  | "8 Days of Christmas"                                                            | Sanaa Hamri                     | 8 Days of Christmas [Dual Disc]                                                                |
| 2002  | "Nasty Girl"                                                                     | Sanaa Hamri                     | —                                                                                              |
| 2004  | "Lose My Breath"                                                                 | Marc Klasfeld (as Alan Smithee) | Destiny Fulfilled [DualDisc] Destiny Fulfilled: 2005 Tour edition CD/DVD set, #1's [Dual Disc] |
| 2004  | "Soldier" feat. T.I. & Lil Wayne                                                 | Ray Kay                         | Destiny Fulfilled [DualDisc] Destiny Fulfilled: 2005 Tour edition CD/DVD set, #1's [Dual Disc] |
| 2004  | "Rudolph the Red-Nosed Reindeer"                                                 | Jesse Rosensweet                | 8 Days of Christmas [Dual Disc]                                                                |
| 2005  | "Girl"                                                                           | Bryan Barber                    | Destiny Fulfilled: 2005 Tour Edition CD/DVD set, Live in Atlanta Japan                         |
| 2005  | "Cater 2 U"                                                                      | Jake Nava                       | #1's [Dual Disc]                                                                               |
| 2005  | "Stand Up for Love" (2005 World Children's Day Anthem)                           | Matthew Rolston                 | Live in Atlanta Japan                                                                          |